# Arne Malmberg
Stig Arne Hugo Malmberg (verksam under pseudonymen Arne Stigson), född 24 februari 1918 i Linköping och död 22 april 2002 i Norrköping, var en svensk journalist och författare inom detektivroman-genren. Han gav ut tre romaner under 1950-talet och fick 1957 motta Sherlock-priset. Han skrev även en bok om Norrköpings historia. Den gavs ut 1983 med titeln Stad i nöd och lust : Norrköping 600 år : en krönika.

## Biografi
Malmberg föddes 1918 i Linköping. Efter studentexamen 1940 blev han journalist på Östgöta-Tidningen och tre år senare började han på Norrköpings Tidningar, där han skrev under signaturen "Stigson".
Som författare debuterade Malmberg 1955 med deckaren Spel över dödslinje på Bonniers. I boken blir en fotbollsspelare skjuten till döds inför publik, vilket ansågs vara utmanande för sin tid. Romanen skrevs under Malmbergs tidningssignatur, "Arne Stigson".
Två år senare, 1957, utkom Malmbergs andra roman Den resandes ensak, vilken kretsar kring ett mord på Göta kanal. Senare samma år fick han motta det av tidningen Expressen instiftade Sherlock-priset.
År 1958 kom Malmbergs tredje och sista deckare, Mord, major!, vilken utspelar sig i militär miljö. Efter denna slutade Malmberg med deckarförfattandet, eftersom han "hade tröttnat på att konstruera mord och ond bråd död".
Efter författarkarriären fortsatte Malmberg att arbeta som journalist, först på Dagens Nyheter (fram till 1968) och därefter som kulturredaktör på Norrköpings Tidningar fram till 1983. Inför Norrköpings 600-årsjubileum 1984 fick han i uppdrag av kommunstyrelsen att skriva en bok om stadens historia. Den gavs ut 1983 och fick titeln Stad i nöd och lust : Norrköping 600 år : en krönika.